# Holly Black
Pour les articles homonymes, voir Black.
Œuvres principales
- Les Chroniques de Spiderwick
- Le Peuple de l'air

Holly Black, née le 10 novembre 1971 à West Long Branch dans le New Jersey, est une romancière américaine de littérature fantaisie. Elle est particulièrement connue pour les univers des Chroniques de Spiderwick et du Peuple de l'Air.

## Biographie
Elle a grandi dans une maison victorienne (un manoir délabré) où sa mère lui racontait des histoires de fantômes et de fées. Actuellement, Holly Black habite avec son mari et son fils en Nouvelle-Angleterre, où elle possède une bibliothèque secrète. Elle écrit son premier livre en CM1, nommé Les Chevaliers du Soleil d'argent[réf. souhaitée]. Elle a créé, en 2003, la série Les Chroniques de Spiderwick publiée en France par Pocket Jeunesse (traduction : Bertrand Ferrier). Cette saga a été adaptée au cinéma en 2008 puis en série,. 
Plus tard, Holly Black affirme que son inspiration pour la rédaction de la saga Prince Cruel est inspiré du style folklorique qui s'attache au livre Faeries, illustré par Brian Froud et Alan Lee. Pour l'écriture de son livre Doll Bones, elle s'inspire de son histoire et de celle de son mari. Son livre préféré est Turner's queen of Italia fabulous de Megan Waylon. Holly Black possède également son propre site web, où de nombreuses informations sur elle et ses oeuvres sont données.

## Œuvres

### UniversLes Chroniques de Spiderwick

#### SérieLes Chroniques de Spiderwick(1ercycle)
1. Le Livre magique, Pocket Jeunesse, 2004 ((en) The Field Guide, 2003)
2. La Lunette de Pierre, Pocket Jeunesse, 2004 ((en) The Seeing Stone, 2003)
3. Le Secret de Lucinda, Pocket Jeunesse, 2004 ((en) Lucinda's Secret, 2003)
4. L'Arbre de fer, Pocket Jeunesse, 2005 ((en) The Ironwood Tree, 2004)
5. La Colère de Mulgarath, Pocket Jeunesse, 2005 ((en) The Wrath of Mulgarath, 2004)

- Chroniques de Spiderwick : L'intégrale : Livres 1 à 5, Pocket Jeunesse, 2008 ((en) The Completely Fantastical Edition, 2009)

#### SérieAu-delà du monde de Spiderwick(2ecycle)
1. Le Chant de la naïade, Pocket Jeunesse, 2007 ((en) The Nixie's Song, 2007)
2. La Menace géante, Pocket Jeunesse, 2008 ((en) A Giant Problem, 2008)
3. Le Roi des dragons, Pocket Jeunesse, 2009 ((en) The Wyrm King, 2009)

#### Les Guides de Spiderwick
- (en) Arthur Spiderwick's Notebook for Fantastical Observations, 2005
- Arthur Spiderwick : Grand guide du monde merveilleux qui vous entoure, 2006 ((en) Arthur Spiderwick's Field Guide to the Fantastical World Around You, 2005)
- Les Chroniques de Spiderwick : Petit guide des esprits de la forêt, 2007 ((en) The Spiderwick Chronicles: Care and Feeding of Sprites, 2006)
- Les Chroniques de Spiderwick : Un voyage au cœur du monde merveilleux avec Chafouin, 2008 ((en) The Chronicles of Spiderwick: A Grand Tour of the Enchanted World, Navigated by Thimbletack, 2007)

### SérieUn conte de fæs moderne
1. L'Offrande, Rageot, 2025 ((en) Tithe, 2002), trad. Leslie Damant-Jeandel, 384 p.  (ISBN 978-2-7002-8159-0)
2. La Valeureuse, Rageot, 2025 ((en) Valiant, 2005), trad. Leslie Damant-Jeandel, 368 p.  (ISBN 978-2-7002-8161-3)
3. La Quête impossible, Rageot, 2025 ((en) Tithe, 2007), trad. Leslie Damant-Jeandel, 352 p.  (ISBN 978-2-7002-8163-7)

### SérieLes Faucheurs
1. Chat blanc, Fleuve noir, coll. « Territoires », 2011 ((en) White Cat, 2010)
2. Gant rouge, Fleuve noir, coll. « Territoires », 2012 ((en) Red Glove, 2011)
3. Cœur noir, Fleuve noir, coll. « Territoires », 2013 ((en) Black Heart, 2012)

### SérieMagisterium
Cette série est coécrite avec Cassandra Clare.
1. L'Épreuve de fer, Pocket Jeunesse, 2015 ((en) The Iron Trial, 2014)
2. Le Gant de cuivre, Pocket Jeunesse, 2016 ((en) The Copper Gauntlet, 2015)
3. La Clé de bronze, Pocket Jeunesse, 2017 ((en) The Bronze Key, 2016)
4. Le Masque d'argent, Pocket Jeunesse, 2018 ((en) The Silver Mask, 2017)
5. La Tour d'or, Pocket Jeunesse, 2019 ((en) The Golden Tower, 2018)

### UniversPeuple de l'air

#### SériePeuple de l'air
1. Le Prince cruel, Rageot, 2020 ((en) The Cruel Prince, 2018)

1,5 Les Sœurs perdues, Rageot, 2021 ((en) The Lost Sisters, 2018)
1. Le Roi maléfique, Rageot, 2021 ((en) The Wicked King, 2019)
2. La Reine sans royaume, Rageot, 2022 ((en) The Queen of Nothing, 2019)

3,5 Comment le prince Cardan en est venu à détester les histoires, Rageot, 2022 ((en) How the King of Elfhame Learned to Hate Stories, 2020)

#### SérieThe Stolen Heir
1. L'Héritier trahi, Rageot, 2023 ((en) The Stolen Heir, 2023)
2. Le Trône du prisonnier, Rageot, 2024 ((en) The Prisoner's Throne, 2024), trad. Leslie Damant-Jeandel, 512 p.  (ISBN 978-2-7002-8013-5)

### Romans indépendants
- Coldtown – Cité des vampires, Hachette Jeunesse, coll. « Black Moon », 2013 ((en) The Coldest Girl in Coldtown, 2013)
- Eleanor, Bayard Jeunesse, 2014 ((en) Doll Bones, 2013)Réédition sous le titre Doll Bones : La Poupée d'os, Rageot, 2024, 288 p. (ISBN 978-2-7002-8251-1)
- Au plus profond de la forêt, Rageot, 2024 ((en) The Darkest Part of the Forest, 2015), trad. Leslie Damant-Jeandel, 432 p.  (ISBN 978-2-7002-8157-6)
- Le Livre de la nuit, De Saxus, 2023 ((en) Book of Night, 2022), trad. Michel Pagel, 480 p.  (ISBN 978-2-37876-202-5)

### Anthologie
- Zombies contre licornes, Fleuve noir, coll. « Territoires », 2011 ((en) Zombies vs. Unicorns, 2010)Nouvelles réunies par Holly Black et Justine Larbalestier